# Tom Siara
Tom Siara (* 30. Juli 1990 in Berlin) ist ein ehemaliger deutscher Schwimmer und heutige Schwimmtrainer. Sein größter Erfolg war die Teilnahme an den Kurzbahn-Europameisterschaften 2011 in Stettin, bei der er mit der 4 × 50-m-Freistilstaffel den vierten Platz belegte. Bei den CISM Military World Games 2011 in Rio de Janeiro wurde er über 100 m Freistil Militärweltmeister und über die 200 m Freistil und 200 m Schmetterling jeweils Vizemilitärweltmeister.

## Laufbahn
In der dritten Klasse lernte Tom Siara das Schwimmen in einem Schwimmkurs. Sein Abitur machte er an der Werner-Seelenbinder-Sportschule in Berlin. Im September 2010 wechselte Siara vom Schwimmclub Berlin zur Schwimm-Gemeinschaft Neukölln in Berlin. Sein Trainer war Norbert Warnatzsch. 2014 beendete er seine leistungssportliche Laufbahn.
An der Humboldt-Universität in Berlin studierte Siara Sportwissenschaften. Das Training der Leistungsgruppe der Berliner Wasserratten leitete er als Trainer. Von Oktober 2018 bis Juli 2020 war er als Landestrainer des Landesschwimmverband Brandenburg am Stützpunkt in Cottbus tätig. Seit August 2020 ist er als Lehrertrainer an der Sportschule Potsdam für die Sportart Schwimmen angestellt.

## Sportliche Erfolge
Deutsche Kurzbahnmeisterschaften 2013 in Wuppertal
- 100 m Freistil: Platz 10
- 50 m Freistil: Platz 12
- 200 m Freistil: Platz 20

Deutsche Kurzbahnmeisterschaften 2012 in Wuppertal
- 50 m Freistil: Platz 10
- 100 m Freistil: Platz 10
- 200 m Freistil: Platz 33
- 200 m Schmetterling: Platz 21

Deutsche Meisterschaften 2012 in Berlin
- 200 m Freistil: Platz 8
- 100 m Freistil: Platz 11

Kurzbahneuropameisterschaften 2011 in Stettin (Polen)
- 4 × 50 m Freistil: Platz 4
- 200 m Schmetterling: Platz 19
- 200 m Freistil: Platz 21

Deutsche Kurzbahnmeisterschaften 2011 in Wuppertal
- 200 m Schmetterling: Platz 2
- 200 m Freistil: Platz 3
- 50 m Freistil: Platz 6

CISM Military World Games 2011 in Rio de Janeiro (Brasilien)
- 100 m Freistil: Platz 1
- 200 m Schmetterling: Platz 2
- 200 m Freistil: Platz 2

Deutsche Meisterschaften 2011 in Berlin
- 200 m Freistil: Platz 8
- 100 m Freistil: Platz 9

Deutsche Meisterschaften 2010 in Berlin
- 400 m Freistil: Platz 9
- 100 m Freistil: Platz 10
- 200 m Freistil: Platz 12